# Folgueroles
Folgueroles település Spanyolországban, Barcelona tartományban. Lakosainak száma 2263 fő (2024).

## Földrajza
Folgueroles Tavèrnoles, Sant Sadurní d’Osormort, Sant Julià de Vilatorta, Calldetenes, Vic és Gurb községekkel határos.

## Népesség
A település lakosságának változását az alábbi diagram mutatja:
| Lakosok száma | 301  | 709  | 996  | 980  | 1054 | 1833 | 2205 | 2259 | 2267 | 2263 |
|               | 1717 | 1887 | 1936 | 1960 | 1986 | 2004 | 2009 | 2014 | 2019 | 2024 |